# 네레토
네레토(이탈리아어: Nereto)는 이탈리아 아브루초주 테라모도에 위치한 코무네다.